# Nationaal park Sjunkhatten
Nationaal park Sjunkhatten (Noors: Sjunkhatten nasjonalpark/ Samisch: Dávga suoddjimpárkka) is een nationaal park in Nordland in Noorwegen. Het werd opgericht in 2010 en is 418 vierkante kilometer groot. Het landschap bestaat uit gletsjers, grotten en spitse bergtoppen. 